# Hultsfredsfestivalen 1986
Hultsfredsfestivalen 1986 var en musikfestival som ägde rum i Folkets park, Hultsfred, 8-9 augusti 1986. Biljetterna kostade 130 kr (+5 kr förköpsavgift) vid förköp och 160 kr vid entrén. Festivalen var den allra första Hultsfredsfestivalen.
Det maximala antalet biljetter som fick säljas var satt till 10 000, men endast 7 500 besökare kom.
Festivalen hade 1986 fem scener: Stora scenen, Teaterladan, Hembygdsscenen, Stora dans och Glädjetåget.

## Medverkande artister
Om inget annat anges kommer artisterna från Sverige.

### Stora scenen
- Nils Lofgren (USA)
- The Triffids (Australien)
- Erasure (Storbritannien)
- New Model Army (Storbritannien)
- Reeperbahn (exklusiv återförening)
- Madison
- R.P. Brass Band

### Teaterladan
- Sharing Patrol (USA/Danmark)
- Blue for Two (bandets första livespelning)
- Jaguar
- Pojken med grodan i pannan
- Pushtwangers
- Sator Codex
- The Extremes
- The Leather Nun

### Hembygdsscenen
- Commando
- Kalle Baah
- Lars Cleveman

### Stora dans
- Sprung Aus dem Volken (Tyskland)
- The Scaps (Frankrike)
- Hans Blues & Boogie (Tyskland)
- Nice Boys (Danmark)
- 6-10 Redlös (Sixten redlös) Sixten redlös
- Bahnhof
- Bluesters
- Boom Shankar
- Charizma
- Fjärde väggen
- Harald
- Smådjävlar

### Glädjetåget
- Gudibrallan Ras 1
- Sid Hamed & Co.
- Lukas Moodysson
- Två längs vägen
- De nakna och levande
- Nevskij Prospekt
- Sect-or Three

## Artister som ställde in
- Lords of the New Church (Storbritannien/USA)
- Killing Joke (Storbritannien)
- Red Hot Rockers